# 悲しい人
「悲しい人」（かなしいひと）は、河合奈保子の29枚目のシングルである。1988年3月1日に日本コロムビアよりリリースされた。EPの規格品番はAH-910。

## 概要
アルバム『Members Only』からの先行シングル。日本コロムビアの女性スタッフ等にアンケートを取り、「悲しい人」がシングル化されることが決まったという。B面曲「やさしさの贈りもの」は、KBS京都の第12回交通安全キャンペーン ″かたつむり大作戦″ のイメージソングとして制作された曲。作詞は一般公募で選出された詞を基に吉元由美が仕上げたものである。
この曲からシングルレコードだけでなく8cmCDが発売された。

## 収録曲
1. 悲しい人
作詞: 吉元由美／作曲: 河合奈保子／編曲: 高橋千治 & NATURAL
2. やさしさの贈りもの
原案: 藤井京子、作詞: 吉元由美／作曲: 河合奈保子／編曲: 瀬尾一三
  - KBS京都・交通安全キャンペーン ″かたつむり大作戦″ のキャンペーンソング。

## 参考資料
- 『NAOKO PREMIUM』（解説:土屋信太郎）河合奈保子、日本コロムビア、2007年12月19日。COCP-34705。